# Râul Alma
Râul Alma (în limbile rusă și ucraineană: Альма, în tătară crimeeană Alma) este un mic curs de apă din Crimeea. Gura de vărsare se află cam la jumatea distanței dintre Eupatoria și Sevastopol. În limba tătară crimeeană, Alma înseamnă "măr".
Pe cursul inferior al râului Alma, forțele aliate franco-britanico-otomane au învins armatele ruse conduse de prințul Alexandr Sergheevici Menșikov pe 20 septembrie 1854.